# Divisione Garibaldi "Mingo"
La Divisione Mingo è stata una formazione partigiana garibaldina che ha combattuto sulle alture di Genova durante la Resistenza, dal novembre 1944 fino alla Liberazione.
Prende il nome dal Comandante "Mingo", ossia Domenico Lanza.
La Divisione Mingo agiva nel settore a ponente della Camionale, oggi Autostrada A7, sull'Appennino ligure-piemontese 

## Le origini
Le prime formazioni partigiane nella zona risalgono al settembre 1943: si tratta del Gruppo Fillak, nato a Pian Castagna, e della Banda Merlo, attiva nella zona del Monte Porale. Un paio di mesi dopo nella zona dei Laghi della Lavagnina si stabilì la Banda Ettore. Nel mese successivo le prime due formazioni confluirono con la terza, formando nel gennaio successivo la 3ª Brigata Garibaldi Liguria. La formazione era composta da circa 500 uomini ed aveva il comando alle Capanne di Marcarolo. Da segnalare che proprio in seno alla Brigata venne scritto uno dei più celebri canti partigiani, Siamo i ribelli (con testo di Emilio Casalini Cini e musica di Angelo Rossi Lanfranco). Nelle intenzioni degli antifascisti genovesi, la brigata doveva diventare il fiore all'occhiello dello schieramento partigiano genovese (inizialmente definito III Zona) ma, anche perché troppo stanziale per le caratteristiche della guerra partigiana, fu facile preda del rastrellamento nazi-fascista dell'aprile 1944, tristemente noto come Eccidio della Benedicta.
La ripresa del partigianato nella zona fu immediata, ma non certo facile. Un nucleo di 100 uomini si radunò a Garrone; altri 50, in prevalenza ex prigionieri di guerra sovietici, formarono a Capriata d'Orba la Banda Italo-Russa di Sabotaggio (BIRS); infine altri partigiani agivano nel gruppo di Merlo ed in quello di Luciano. Nell'agosto 1944 una brigata di circa 150 elementi spostò il proprio raggio d'azione verso il savonese (II Zona): si trattava della futura Brigata Garibaldi "Giacomo Buranello". Si intensificarono i rapporti con la Divisione Cichero, formazione principale del levante genovese, ormai noto come VI Zona.
Nel settembre 1944 la coagulazione dei gruppi partigiani della zona prosegue, portando alla nascita della Divisione Doria, nella zona di Palazzo. Ne fanno parte, tra gli altri, la Brigata Buranello, la 79ª Brigata Garibaldi "Mazzarello", nata sulla struttura dalla BIRS cui si erano aggiunti nel frattempo altri uomini originari della zona del Monte Tobbio, e la 43ª Brigata Matteotti Alta Val Bormida di Molare. Vengono stretti rapporti di collaborazione, non facilitati dalle divergenze politiche, anche col gruppo di Pian Castagna (prima noto come Volante Rossa, poi Gruppo Celere Autonomo ed infine Brigata di Manovra Michele Bonaria), con la formazione GL di Luciano e con la Brigata Odino. A fine mese si tenta la fusione tra l'elemento garibaldino e le altre bande locali: nasce così la II Divisione Unificata Ligure–Alessandrina, formazione formalmente apartitica. Si tentò, senza fortuna, anche l'inserimento nella Divisione della Brigata GL Cristoforo Astengo, proveniente dal versante savonese. Il comando è di nuovo stabilito alle Capanne di Marcarolo, ma in seguito si sposta verso Olbicella, dove subisce un altro pesantissimo rastrellamento ai primi di ottobre.

## La nascita della Divisione
A seguito del rastrellamento di Olbicella, i comandi regionali prendono in mano la situazione ed optano per riorganizzare lo schieramento partigiano. In data 16 novembre 1944 viene istituita la Divisione Mingo, cui viene attribuita la zona a sud della linea immaginaria passante per Sassello, Olbicella, Molare, Cremolino, Carpeneto, Montaldo, Predosa e Basaluzzo, a seguito della spartizione delle zone con la Divisione Matteotti–Marengo e la 10ª Divisione Alessandria. Anche in questo caso però la formazione, pur essendo la più direttamente controllata dai quadri antifascisti cittadini, non sembrava così efficiente ed organizzata come si stava dimostrando la Divisione Cichero.
La formazione contava su circa 350 uomini, divisi tra comando, Brigata Buranello, ed i battaglioni Villa, Pio e Canepa.
Dal dicembre 1944, la Divisione si dota anche di un proprio organo di stampa, Il Ribelle. La pubblicazione, che dal secondo numero prese il nome Il Patriota, era curata da Don Bartolomeo Ferrari, cappellano e storico della Divisione. Quattordici le uscite, fino alla Liberazione.

## L'evoluzione
Nel febbraio 1945 su direttiva del Comando Zona si tenta di inquadrare in maniera più efficiente le numerose bande locali. Nascono la Brigata Oliveri, formata da giovani delle vallate, e la Brigata Patria Emilio Vecchia, formata da ex partigiani della disciolta Brigata GL Cristoforo Astengo; il battaglione Pio ottiene il rango di Brigata.
L'esperimento più originale è la creazione della Brigata Martiri della Benedicta, una brigata mista di poco meno di 300 uomini, divisi nei battaglioni Odino, Bottazzi, Martinetti e Gonella. La formazione non ebbe vita facile e dopo poco arrivò la scissione. La componente garibaldina formò la Brigata Macchi, il Battaglione Odino diventò una brigata GL, un altro gruppo si staccò per formare la Brigata autonoma Val Lemme. Il nome Brigata Martiri della Benedicta restò al solo gruppo di Merlo.

## L'organigramma alla vigilia della Liberazione

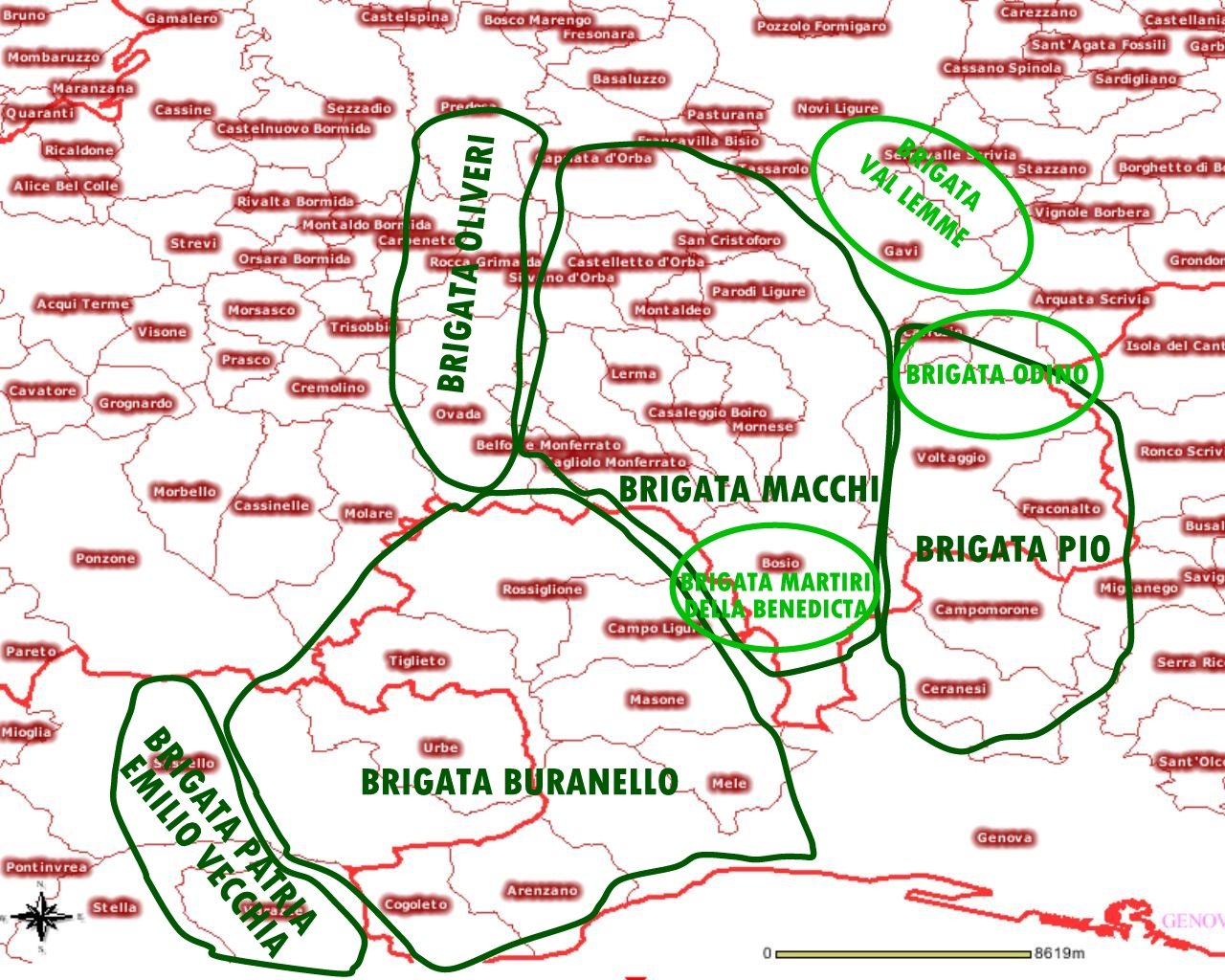
La Divisione Mingo nell'aprile 1945

La Divisione arrivò alla liberazione forte di 1270 uomini.
- Comando (50 uomini)
- Brigata Buranello (300; 1º Distaccamento Calcagno, 2º Distaccamento Criscione)
- Brigata Oliveri (190; 5 distaccamenti)
- Brigata Patria Emilio Vecchia (200; Battaglioni Drago, Folgore, Pippo Michele, Notte)
- Brigata Pio (200; Distaccamenti Fratelli Cassano, Fratelli Dellepiane, Dedè, Campora, Trucco, Martinetti, Cavenna)
- Brigata Macchi (330; Battaglioni Gonella, Chiodi, Martinetti)